# Wahlkreis Zwickau 5
Der Wahlkreis Zwickau 5 (Wahlkreis 8) ist ein Landtagswahlkreis in Sachsen. Er umfasst die Städte Hohenstein-Ernstthal, Limbach-Oberfrohna und Oberlungwitz sowie die Gemeinden Callenberg, Gersdorf und Niederfrohna und damit einen Teil des Landkreises Zwickau. Bei der Landtagswahl im Jahr 2024 waren 44.303 Einwohner wahlberechtigt.

## Wahl 2024
Die Landtagswahl 2024 führte zu folgendem Ergebnis:
| Direktkandidat      | Partei              | Erststimmen in % | Zweitstimmen in % |
| ------------------- | ------------------- | ---------------- | ----------------- |
| Ina Klemm           | CDU                 | 34,1             | 35,3              |
| Mike Moncsek        | AfD                 | 34,6             | 31,8              |
| Sven Voitel         | Die Linke           | 2,3              | 2,1               |
| Eva Kühner          | GRÜNE               | 1,9              | 2,2               |
| Melanie Berthold    | SPD                 | 4,9              | 6,1               |
| Anne Sahmel         | FDP                 | 0,8              | 0,7               |
| Kati Vogel          | Freie Wähler        | 11,1             | 4,2               |
| –                   | Die Partei          | –                | 0,6               |
| –                   | Piraten             | –                | 0,2               |
| –                   | ÖDP                 | –                | 0,1               |
| –                   | BüSo                | –                | 0,1               |
| –                   | Tierschutz hier!    | –                | 0,9               |
| –                   | dieBasis            | –                | 0,1               |
| –                   | Bündnis C           | –                | 0,3               |
| –                   | Bündnis Deutschland | –                | 0,2               |
| Sebastian Bernhardt | BSW                 | 9,7              | 12,4              |
| Frank Neufert       | Freie Sachsen       | 0,6              | 2,5               |
| –                   | V-Partei3           | –                | 0,1               |
| –                   | WU                  | –                | 0,2               |

## Wahl 2019
Vorläufiges Ergebnis der Landtagswahl am 1. September 2019 im Wahlkreis 09 – Zwickau 5:
(Ergebnisse in Prozent)
| Direktkandidat        | Partei               | Direktstimmen | Listenstimmen |
| --------------------- | -------------------- | ------------- | ------------- |
| Jan Hippold           | CDU                  | 39,6          | 36,4          |
| Alexander Weiß        | Die Linke            | 13,5          | 9,9           |
| Iris Raether-Lordieck | SPD                  | 7,7           | 7,4           |
| Manfred Frünke        | AfD                  | 28,0          | 26,1          |
| Lars Dörner           | GRÜNE                | 6,1           | 5,4           |
| –                     | NPD                  | –             | 0,6           |
| Florian Groß          | FDP                  | 5,1           | 5,4           |
| –                     | Freie Wähler         | –             | 5,2           |
| –                     | Tierschutz           | –             | 1,6           |
| –                     | Piraten              | –             | 0,2           |
| –                     | Die PARTEI           | –             | 1,3           |
| –                     | BüSo                 | –             | 0,0           |
| –                     | ADPM                 | –             | 0,2           |
| –                     | Blaue Partei         | –             | 0,2           |
| –                     | KPD                  | –             | 0,1           |
| –                     | ÖDP                  | –             | 0,2           |
| –                     | Die Humanisten       | –             | 0,1           |
| –                     | PDV                  | –             | 0,1           |
| –                     | Gesundheitsforschung | –             | 0,4           |

| Wahlberechtigte | 46.279 |
| Wahlbeteiligung | 65,6 % |

## Wahl 2014
Amtliches Endergebnis der Landtagswahl am 31. August 2014 im Wahlkreis 9 – Zwickau 5:
(Ergebnisse in Prozent)
| Direktkandidat    | Partei          | Direktstimmen | Listenstimmen |
| ----------------- | --------------- | ------------- | ------------- |
| Jan Hippold       | CDU             | 41,9          | 43,6          |
| Peter Reichel     | Die Linke       | 19,4          | 18,6          |
| Michael Tzschüter | SPD             | 11,8          | 11,7          |
| Manfred Frünke    | FDP             | 3,5           | 3,8           |
| Thomas Doyé       | GRÜNE           | 4,4           | 3,9           |
| Gitta Schüßler    | NPD             | 3,4           | 3,6           |
| –                 | Tierschutz      | –             | 1,1           |
| Christian Werner  | Piraten         | 1,0           | 0,8           |
| –                 | BüSo            | –             | 0,1           |
| –                 | DSU             | –             | 0,1           |
| Uwe Lindenthal    | AfD             | 8,8           | 8,9           |
| –                 | pro Deutschland | –             | 0,1           |
| Klaus Kertzscher  | Freie Wähler    | 5,9           | 3,3           |
| –                 | Die PARTEI      | –             | 0,4           |

| Wahlberechtigte | 48.191 |
| Wahlbeteiligung | 46,5 % |

## Wahl 2009
| Amtliches Endergebnis der Landtagswahl am 30. August 2009 in Sachsen im Wahlkreis 011 Chemnitzer Land 2 (Ergebnisse in Prozent) |

| Direktkandidat  | Partei          | Erststimmen in % | Zweitstimmen in % |
| --------------- | --------------- | ---------------- | ----------------- |
| Jan Hippold     | CDU             | 40,2             | 41,9              |
| Ralf Becker     | Die Linke       | 23,3             | 21,2              |
| Jesko Vogel     | SPD             | 12,7             | 10,6              |
| Hendrik Vogel   | NPD             | 4,8              | 4,6               |
| Stefan Frünke   | FDP             | 13,0             | 10,6              |
| Gerhard Sonntag | GRÜNE           | 6,1              | 4,5               |
| –               | Tierschutz      | –                | 2,1               |
| –               | PBC             | –                | 0,6               |
| –               | BüSo            | –                | 0,1               |
| –               | DSU             | –                | 0,1               |
| –               | REP             | –                | 0,2               |
| –               | Freie Sachsen   | –                | 1,4               |
| –               | FP Deutschlands | –                | 0,1               |
| –               | Humanwirtschaft | –                | 0,1               |
| –               | Piraten         | –                | 1,6               |
| –               | SVP             | –                | 0,3               |

## Wahl 2004
Die Landtagswahl 2004 hatte folgendes Ergebnis:
| Direktkandidat           | Partei     | Erststimmen in % | Zweitstimmen in % |
| ------------------------ | ---------- | ---------------- | ----------------- |
| Fritz Hähle              | CDU        | 42,5             | 42,6              |
| Horst Wehner             | PDS        | 22,8             | 22,2              |
| Johannes Gerlach         | SPD        | 12,7             | 10,4              |
| Dominik Zschoke          | GRÜNE      | 3,3              | 3,2               |
| Hendrik Vogel            | NPD        | 9,1              | 9,0               |
| Matthias Fischer-Schäfer | FDP        | 9,6              | 7,2               |
| –                        | DSU        | –                | 0,3               |
| –                        | PBC        | –                | 0,9               |
| –                        | GRAUE      | –                | 1,3               |
| –                        | BüSo       | –                | 0,3               |
| –                        | AUFBRUCH   | –                | 0,4               |
| –                        | DGG        | –                | 0,4               |
| –                        | Tierschutz | –                | 1,7               |

## Wahl 1999
Die Landtagswahl 1999 hatte folgendes Ergebnis:
| Direktkandidat      | Partei          | Erststimmen in % | Zweitstimmen in % |
| ------------------- | --------------- | ---------------- | ----------------- |
| Fritz Hähle         | CDU             | 50,8             | 53,6              |
| Johannes Gerlach    | SPD             | 19,4             | 13,8              |
| Hans-Joachim Siegel | PDS             | 22,2             | 21,7              |
| –                   | GRÜNE           | –                | 1,9               |
| Konrad Felber       | FDP             | 2,4              | 1,4               |
| –                   | BüSo            | –                | 0,1               |
| Uwe Tischendorf     | DSU             | 2,0              | 0,5               |
| –                   | GRAUE           | –                | 0,3               |
| Martin Bubert       | REP             | 1,8              | 1,7               |
| –                   | FP Deutschlands | –                | 0,0               |
| –                   | Pro DM          | –                | 2,5               |
| –                   | KPD             | –                | 0,1               |
| Hendrik Vogel       | NPD             | 1,4              | 1,3               |
| –                   | FORUM           | –                | 0,1               |
| –                   | PBC             | –                | 0,8               |

## Wahl 1994
Die Landtagswahl 1994 hatte folgendes Ergebnis:
| Direktkandidat      | Partei | Erststimmen in % | Zweitstimmen in % |
| ------------------- | ------ | ---------------- | ----------------- |
| Fritz Hähle         | CDU    | 51,3             | 61,0              |
| Johannes Gerlach    | SPD    | 24,3             | 18,6              |
| Konrad Felber       | FDP    | 5,4              | 2,3               |
| Peter Beyer         | GRÜNE  | 6,5              | 3,1               |
| –                   | DSU    | –                | 0,4               |
| –                   | REP    | –                | 1,2               |
| –                   | FORUM  | –                | 0,4               |
| Hans-Joachim Siegel | PDS    | 12,4             | 12,7              |
| –                   | SP     | –                | 0,2               |

## Bisherige Abgeordnete
Direkt gewählte Abgeordnete des Wahlkreises Chemnitzer Land 2 waren:
| Jahr | Name        | Partei | Anteil der Erststimmen |
| ---- | ----------- | ------ | ---------------------- |
| 2009 | Jan Hippold | CDU    | 40,2 %                 |
| 2004 | Fritz Hähle | CDU    | 42,5 %                 |
| 1999 | Fritz Hähle | CDU    | 50,8 %                 |
| 1994 | Fritz Hähle | CDU    | 51,3 %                 |

## Landtagswahlen 1990–2009
Die Ergebnisse der Landtagswahlen seit 1990 im Gebiet des heutigen Wahlkreises Chemnitzer Land 2 waren (Zweit- bzw. Listenstimmen):
| Partei        | 1990 | 1994 | 1999 | 2004 | 2009 |
| ------------- | ---- | ---- | ---- | ---- | ---- |
| CDU           | 59,6 | 61,8 | 55,4 | 42,6 | 41,9 |
| PDS/Die Linke | 6,9  | 12,0 | 20,1 | 22,2 | 21,2 |
| SPD           | 17,6 | 18,4 | 13,7 | 10,4 | 10,6 |
| NPD           | 0,4  | –    | 1,2  | 9,0  | 4,6  |
| FDP           | 7,5  | 2,4  | 1,4  | 7,2  | 10,6 |
| GRÜNE         | 3,6  | 3,3  | 2,0  | 3,2  | 4,5  |
| Sonstige      | 4,3  | 2,1  | 6,2  | 5,4  | 6,5  |